# Mouvement de régénération nationale
Ne doit pas être confondu avec Mouvement pour la reconstruction nationale.
Le Mouvement régénération nationale (connu sous son acronyme MORENA) est un parti politique mexicain issu du mouvement social. Il a été créé en 2011 en tant qu'association civile à l'initiative d'Andrés Manuel López Obrador (AMLO). Il a ensuite obtenu son enregistrement en tant que parti politique le 9 juillet 2014 par l'Institut national électoral.
Depuis les élections fédérales de juillet 2018, il est le parti au pouvoir dont est issu le président AMLO et son gouvernement. Il dispose de la majorité absolue à la Chambre des députés et d'une majorité relative au Sénat de la République.

## Histoire
Andrés Manuel López Obrador soutenu par le Mouvement et une coalition de partis (Parti de la révolution démocratique (PRD), Parti du travail (PT), Convergence) obtient 31,6 % des voix à l'élection présidentielle de 2012. Il est seulement devancé par le futur président Enrique Peña Nieto avec 38,2 %.
Lors des élections fédérales de 2015, les premières auxquelles participe le nouveau parti, Morena a atteint un peu plus de 8 % des voix devenant ainsi la quatrième force politique nationale. Il a remporté 14 circonscriptions majoritaires et obtenu 21 députés par le système de la représentation proportionnelle, ce qui lui donne 35 députés fédéraux pour la période 2015-2018. Il a également remporté 18 circonscriptions locales sur le district de Mexico devenant ainsi la première force dans l'Assemblée législative du district fédéral pour la même période.

### Création
À l'origine, le Mouvement a été fondé par Andrés Manuel López Obrador dans le but de promouvoir sa candidature à l'élection présidentielle de 2012. Après les élections, le Mouvement a tenu son premier « Congrès national Morena » le 20 novembre 2012. Les délégués des 32 États fédérés du Mexique ont adopté les statuts et le programme d'action. Le Congrès a élu Andrés Manuel López Obrador comme président du Conseil national et Martí Batres Guadarrama en tant que président du Comité exécutif national.
Le 9 juillet 2014, le Conseil général de l'Institut national électoral a approuvé à l'unanimité l'enregistrement du parti politique Morena.

### Élections fédérales de 2018
Andres Manuel Lopez Obrador est de nouveau candidat à l'élection présidentielle de 2018. Le PT a formalisé son accord de coalition avec Morena au début novembre 2017. Le 13 décembre la coalition entre Morena, le PT et Parti de la Réunion sociale (PES) sous le nom « Ensemble, nous allons faire l'histoire » a été officialisé par la signature de l'accord sur une plateforme gouvernementale.
Le parti soutient notamment la gratuité de l’école et des soins, l'augmentation du salaire minimum et une politique économique plus respectueuse de l’environnement.
Le 1er juillet 2018, après deux échecs, AMLO est élu président de la République avec 53 % des voix tandis que sa coalition Juntos Haremos Historia remporte la majorité absolue au Congrès des députés, au Sénat et remporte cinq des neuf élections de gouverneurs qui avaient lieu. Morena, parti principal de la coalition en obtient la majorité des postes.
Le parti Morena entend impulser une « quatrième transformation » de l'État mexicain. D'après l'IRIS, « Les « quatre transformations » renvoient ainsi à plusieurs moments historiques qu’a choisis AMLO pour identifier, définir, conduire et légitimer son action » : l’indépendance du Mexique envers la couronne espagnole au XIXe siècle (1810-1821), le mandat du président Francisco I. Madero, l'un des initiateurs de la révolution mexicaine en 1910 et de la démocratisation du pays, et la présidence de Lázaro Cárdenas (1934 à 1940), marquée à gauche, qui favorisa notamment de développement des infrastructures et l’éducation publique.

## Résultats électoraux

### Élections présidentielles
| Élection | Candidat                    | Alliance                        | Voix       | %     | Résultat |
| -------- | --------------------------- | ------------------------------- | ---------- | ----- | -------- |
| 2018     | Andrés Manuel López Obrador | Ensemble nous ferons l'Histoire | 30 113 483 | 53,19 | Élu      |
| 2024     | Claudia Sheinbaum           | Continuons de faire l'histoire  | 30 403 585 | 58,57 | Élue     |

### Élections législatives
| Élections | Alliance                        | Circonscriptions | Circonscriptions | Circonscriptions | Listes     | Listes | Listes   | Total     | +/- | Rang | Gouvernement  |
| Élections | Alliance                        | Voix             | %                | Sièges           | Voix       | %      | Sièges   | Total     | +/- | Rang | Gouvernement  |
| --------- | ------------------------------- | ---------------- | ---------------- | ---------------- | ---------- | ------ | -------- | --------- | --- | ---- | ------------- |
| 2015      | –                               | 3 304 736        | 8,76             | 14 / 500         | 3 345 712  | 8,81   | 21 / 500 | 35 / 500  | Nv. | 4e   | Opposition    |
| 2018      | Ensemble nous ferons l'Histoire | 709 840          | 1,27             | 106 / 500        | 20 972 573 | 37,25  | 85 / 500 | 191 / 500 | 154 | 1er  | López Obrador |
| 2021      | Ensemble nous ferons l'Histoire | 6 571 127        | 13,46            | 122 / 500        | 16 759 917 | 34,10  | 76 / 500 | 198 / 500 | 9   | 1er  | López Obrador |
| 2024      | Continuons de faire l'histoire  | 3 686 979        | 6,49             | 161 / 500        | 24 286 317 | 42,44  | 75 / 500 | 236 / 500 | 38  | 1er  | Sheinbaum     |

### Élections sénatoriales
| Élections | Alliance                        | Circonscriptions | Circonscriptions | Circonscriptions | Listes     | Listes | Listes   | Total    | +/- | Rang | Gouvernement  |
| Élections | Alliance                        | Voix             | %                |                  | Voix       | %      |          | Total    | +/- | Rang | Gouvernement  |
| --------- | ------------------------------- | ---------------- | ---------------- | ---------------- | ---------- | ------ | -------- | -------- | --- | ---- | ------------- |
| 2018      | Ensemble nous ferons l'Histoire | 661 068          | 1,18             | 42 / 128         | 21 261 577 | 37,50  | 13 / 128 | 55 / 128 | Nv. | 1er  | López Obrador |
| 2024      | Continuons de faire l'histoire  | 7 526 453        | 13,20            | 46 / 128         | 24 484 943 | 42,52  | 14 / 128 | 60 / 128 | 5   | 1er  | Sheinbaum     |

## Source
- (es) Cet article est partiellement ou en totalité issu de l’article de Wikipédia en espagnol intitulé « Movimiento Regeneración Nacional » (voir la liste des auteurs).

1. ↑  (es) « Morena: la izquierda y la consolidación de la democracia », sur argumentos.xoc.uam.mx
2. ↑  (es) « Desdibujamiento ideológico y pragmatismo. MORENA en la coalición Juntos Haremos Historia, durante el proceso electoral de 2018 », sur Revista mexicana de opinión pública, 30 août 2019
3. ↑  (es) « MORENA FRENTE A SÍ: UNA RADIOGRAFÍA INTERNA », sur revistapresente.com, 28 juillet 2022
4. ↑  (es) « Morena dejará de definirse "partido de izquierda", propone dirigencia nacional », sur politica.expansion.mx, 12 septembre 2022.
5. ↑  (es) « La retórica populista de Morena a contraluz, una medición del populismo en el mundo », sur /datos.nexos.com.mx, 16 novembre 2020.
6. ↑  (es) « ¿Populismo o lealtad racional hacia el presidente Andrés Manuel López Obrador (AMLO)? (El perfil del partidario de la 4T y las elecciones intermedias 2021) », sur Revista mexicana de opinión pública, 8 avril 2022.
7. ↑  (es) « AMLO: Un nuevo nacionalismo de izquierda latinoamericano », sur alainet.org, 3 décembre 2018.
8. 1 2  (es) « Morena es una izquierda nacionalista, estatista y etapista, busca cambios graduales: Rosendo Bolívar », sur hernangomez.com.mx, 25 décembre 2020.
9. ↑  (es) « AMLO, ¿socialista del siglo XXI? », sur elpais.com, 20 février 2020
10. ↑  (es) « Ojo: el “populismo” o “socialismo del siglo XXI”, ya está en México », sur primeraplanadigital.com.mx, 26 mai 2023.
11. ↑  (es) « Morena afirma que se construye un verdadero estado de bienestar », sur mvsnoticias.com, 16 février 2023
12. ↑  (es) « ¿Qué es el Estado de Bienestar al que López Obrador aspira tener en México? », sur elceo.com, 28 août 2019
13. ↑  (es) « #ColumnaInvitada - El Estado del Bienestar, según AMLO », sur politica.expansion.mx, 12 août 2021
14. ↑  (es) « Morena y el espacio político mexicano », sur academia.edu, 13 mars 2018
15. ↑  (es) « AMLO: fin del modelo neoliberal », sur eleconomista.com.mx, 3 décembre 2018
16. ↑  (es) « Renovación de la Secretaría de Diversidad Sexual Nacional de Morena. », sur sprinforma.mx, 16 septembre 2022
17. ↑  (es) « Diversidad sexual en Morena », sur jornada.com.mx
18. ↑  (es-MX) « Grupos conservadores permearon en Morena: Citlalli Hernández », sur forbes.com.mx, 30 septembre 2022
19. ↑  (es) « https://elpais.com/internacional/2018/02/21/mexico/1519245592_592916.html », sur elpais.com, 21 février 2018
20. ↑  Mathieu Paris, « Mexique : un nouvel espoir pour la gauche latino-américaine ? », Bastamag,‎ 28 juin 2018 (lire en ligne, consulté le 29 juin 2018).
21. ↑  « Mexique : quel programme pour AMLO ? », IRIS,‎ 19 novembre 2018 (lire en ligne, consulté le 21 novembre 2018).
22. 1 2  (es) « Cómputos Distritales 2024 », sur computos2024.ine.mx (consulté le 18 juin 2024).
23. ↑  Résultats Législatives 2015
24. ↑  (es) « Cómputos 2018 », sur computos2018.ine.mx (consulté le 24 mars 2024).
25. ↑  (es) « Resultados de los Cómputos Distritales 2021 », sur computos2021.ine.mx (consulté le 12 juin 2021).
26. ↑  (es) « Cómputos Distritales 2024 », sur computos2024.ine.mx (consulté le 18 juin 2024)
27. ↑  (es) « PREP 2018 », sur p2018.ine.mx (consulté le 5 juillet 2018).